# Capacité MOS
La Capacité Métal-Oxyde-Semi-conducteur est l'un des composants les plus importants de la microélectronique en filière silicium. Elle fournit le canal de conduction des transistors MOSFET. La capacité MOS est par conséquent un élément essentiel dans la caractérisation d'une technologie.

## Système à l'équilibre

### Structure
Une capacité MOS se compose d'une succession de trois couches : 
- Une couche « métallique ». Il s'agit typiquement d'aluminium. Dans certains dispositifs, ce « métal » est en fait du polysilicium fortement dopé, qui n'est pas chimiquement un métal mais en a la structure électronique (absence de gap, forte densité de porteurs), seule caractéristique importante ici.
- Une couche « isolante », généralement composée d'oxyde ou de nitrure de silicium. Il s'agit d'une couche ne possédant que très peu de porteurs libres.
- Une couche de semi-conducteur, du silicium (dopé au besoin) dans les dispositifs actuels. Dans l'exemple retenu ici, le dispositif est un pMOS, le substrat étant dopé n.

### Condition de bande plate
Comme dans le cas d'une diode Schottky, il faut tenir compte de la différence des niveaux du vide (électronégativité de Pauling) entre le semi-conducteur et le métal, qui se traduit par la création d'une zone de déplétion ou d'enrichissement. 

### Mise en équation
Les dimensions d'un système typique permettent d'écrire le problème sous forme unidimensionnelle, ce qui simplifie l'équation de Maxwell-Gauss. On place le point zéro du repère x à l'interface silicium-isolant, le substrat se situant dans les x négatifs. Le substrat (côté silicium) est placé à la masse, on note Vg le potentiel appliqué à l'électrode métallique.

## Fonctionnement

### Régime d'enrichissement
Le régime d'enrichissement, dit aussi d'accumulation, se caractérise par une densité élevée de charges dans la zone du semiconducteur proche de l'isolant, de même type que celles présentes dans le substrat (donc des trous s'il est de type p, des électrons s'il est de type n). Pour la structure prise ici, le régime d'enrichissement existe si Vg < Vfb.

### Régime d'appauvrissement
Dans le cas du régime d'appauvrissement (Vfb < Vg < Vt), aussi appelé par anglicisme régime de déplétion, une couche du semiconducteur est vidée de ses porteurs libres, ce qui aboutit à la création d'une zone de charge d'espace. En augmentant la différence de potentiel appliquée, cette zone s'agrandit.

### Régime d'inversion
En augmentant encore la tension, la courbure des bandes devient telle que des porteurs libres du signe opposé à ceux présents dans le substrat viennent se placer dans la zone la plus superficielle du semiconducteur.

## Capacité MOS réelle
Le modèle adopté ci-dessus néglige un certain nombre de paramètres. En particulier, il a été supposé que le diélectrique était parfait. Un diélectrique réel contient une faible densité de charges. Ces charges sont de plusieurs types. Certaines sont incorporées lors de la production : ce sont des ions (calcium entre autres) piégés dans l'oxyde. Ils sont donc fixes ou très peu mobiles.
D'autres charges apparaissent sous l'effet du champ électrique imposé. Elles peuvent prendre plusieurs forces : réorientation de dipôles présents dans le volume, injection d'électrons et de trous aux extrémités, et électrodissociation de molécules.
D'autre part, si le champ électrique devient trop important, le diélectrique claque, il s'agit d'une perte soudaine et irréversible de son caractère isolant.

## Réalisation technologique
Le diélectrique est généralement du dioxyde de silicium (d'où le nom MOS). Néanmoins le nitrure de silicium connaît un intérêt croissant, du fait notamment de sa permittivité relative plus grande, qui autorise un accroissement de la capacité surfacique à paramètres géométriques constants. 
Pour l'électrode, l'aluminium est le matériau le plus utilisé. Certains fondeurs s'intéressent de plus en plus à l'emploi du cuivre. L'emploi du polysilicium, une forme de silicium présentant des propriétés proches de celles d'un métal, tend à tomber en désuétude.
L'absence d'un équivalent de l'oxyde ou du nitrure (un diélectrique efficace facile à épitaxier) en technologie AsGa est, avec la limitation des dopages accessibles, l'une des deux raisons qui ont empêché le développement de cette filière, qui paraissait a priori prometteuse, pour l'électronique. Ne disposant pas d'équivalent du MOS (il y a cependant eu des prototypes utilisant par exemple le nitrure d'aluminium comme isolant), les circuits logiques en AsGa doivent se contenter de la technologie MESFET.